# Stegania arenaria
Stegania arenaria är en fjärilsart som beskrevs av Otto Staudinger 1892. Stegania arenaria ingår i släktet Stegania och familjen mätare. Inga underarter finns listade i Catalogue of Life.